# Ansible
Ansible — система управления конфигурациями, написанная на языке программирования Python, с использованием декларативного языка разметки для описания конфигураций. Применяется для автоматизации настройки и развёртывания программного обеспечения. Обычно используется для управления Linux-узлами, но Windows также поддерживается. Поддерживает работу с сетевыми устройствами, на которых установлен Python версии 2.4 и выше по SSH- или WinRM-соединению.
Автор платформы — Михаэль Дехан (Michael DeHaan), ранее разработавший серверную систему развёртывания программного обеспечения Cobbler и соавтор фреймворка удалённого администрирования Func.
Входит в состав большинства дистрибутивов Linux. Есть пакеты для Solaris, FreeBSD и macOS. Развитием и коммерциализацией платформы занималась компания Ansible, 16 октября 2015 года она была поглощена корпорацией Red Hat.
Наименование взято от вымышленной системы мгновенной гиперпространственной связи из «Хайнского цикла» Урсулы Ле Гуин, впервые это слово появилось в романе «Мир Роканнона» (1966).

## Архитектура
Наряду с Chef, Puppet и SaltStack считается одной из наиболее популярных систем управления конфигурациями для Linux. Главное отличие Ansible от аналогов — не нужна установка агента или клиента на целевые системы.
Пользователь Ansible создаёт определённые сценарии («плейбуки», англ. playbooks) в формате YAML с описанием требуемых состояний управляемой системы. Сценарий — это описание состояния ресурсов системы, в котором она должна находиться в конкретный момент времени, включая установленные пакеты, запущенные службы, созданные файлы и многое другое. Ansible проверяет, что каждый из ресурсов системы находится в ожидаемом состоянии и пытается исправить состояние ресурса, если оно не соответствует ожидаемому.
Для выполнения задач используется система модулей. Каждая задача представляет собой имя задачи, используемый модуль и список параметров, характеризующих задачу. Система поддерживает переменные, фильтры обработки переменных (поддержка осуществляется библиотекой Jinja2), условное выполнение задач, параллелизацию, шаблоны файлов. Адреса и настройки целевых систем содержатся в файлах «инвентаря» (inventory). Поддерживается группирование. Для реализации набора сходных задач существует система ролей.

### Ansible Tower
Ansible Tower — графический интерфейс для управления и мониторинга работы Ansible. Является платным продуктом, однако в 2017 году, после перехода активов в RedHat, исходные коды Tower были опубликованы под свободной лицензией Apache. Новый проект получил название AWX Project, который ныне является кодовой основой для коммерческого продукта Tower.
В продукте организована визуальная панель состояния, ведутся списки доступа, группы и роли пользователей, обеспечивается централизованное журналирование и аудит.

## Модули
Категории модулей и выполняемые ими задачи:
- Cloud: поддержка Amazon EC2, S3, Azure, Cloudstack, Digital Ocean, Rackspace, а также средств контейнеризации (Docker, LXC) и виртуализации (OpenStack,  VMware);
- Clustering: поддержка Consul, ZooKeeper, Kubernetes;
- Command: выполняют консольные команды и сценарии командной строки;
- Database: поддержка СУБД MySQL, PostgreSQL, Vertica, MongoDB, Redis, Riak;
- File: работа с файлами — копирование, синхронизация, модификация, проверка, архивирование;
- Inventory: работа с именами хостов или их IP-адресами;
- Messaging: поддержка RabbitMQ;
- Monitoring: поддержка систем мониторинга DataDog, Nagios, Zabbix и ряда других;
- Network: работа с сетевым оборудованием и ПО F5 BIG-IP, Cisco IOS/NXOS, Juniper JunOS, OpenSwitch, Cumulus Linux, Mikrotik RouterOS[8];
- Notification: отсылаются сообщения в Campfire, HipChat, Jabber, Pushbullet, Slack, через e-mail и SMS;
- Packaging: работа с менеджерами пакетов apt, FreeBSD Ports, Gentoo, homebrew, pacman, opkg, Red Hat software channels, yum, xbps, zypper;
- Source Control: работа с системами контроля версий git, mercurial, subversion;
- System: работа с компонентами Linux/Unix систем — cron, iptables, LVM, SELinux, sshd, ZFS;
- Utilities: реализуют внутреннюю логику сценариев;
- Web Infrastructure: работа с Apache, Django, JBoss, Jira;
- Windows: работа с компонентами Windows, в том числе IIS, Windows Firewall, реестром.